# 山都町立清和中学校
山都町立清和中学校（やまとちょうりつ せいわちゅうがっこう）は、熊本県上益城郡山都町にある町立中学校。

## 沿革
- 1972年（昭和42年）4月1日 - 旧清和村立小峯中学校、朝日中学校、東緑川中学校の三校を統合し、清和村立清和中学校として設立。
- 2005年（平成17年）2月1日 - 上益城郡矢部町、清和村、阿蘇郡蘇陽町の三町村が合併し、上益城郡山都町が発足。それに伴い、山都町立清和中学校に改称。

## 交通
- 熊本バス：馬見原ピストン系統「清和総合支所入口」下車。
- 山都町コミュニティバス：「清和支所」下車。